# Contrexéville
Contrexéville é uma comuna francesa, do departamento de Vosges, na região de Grande Leste, no nordeste da França. A comuna tem uma população de 3 507 habitantes, segundo o censo de 2006. E atualmente conta com uma população de 3202 habitantes.

## História

### Pré-História
Na região hoje ocupado pelo município, foram encontrados objetos feitos de pedra lascada, levando à conclusão que a área tinha sido ocupada no período paleolítico (cerca de 40 000 anos atrás).

### Antiguidade
Na região, também foram encontrados túmulos de diversos povos, dentre eles os gauleses, e os celtas.

### Idade Média

#### Merovíngios
Nessa época, formam-se os vilarejos. Segundo investigações, o centro da cidade abrigaria uma forja e habitações.

#### Séculos VII ao XII
Não sobrou nenhum registro dessa época, então nada sabe-se a respeito da cidade no período entre a evolução da cidade e a construção da Igreja Romana de Contrexéville.

#### Século XII
Em 1213, foi encontrado o primeiro documento escrito da cidade, documentando a doação da igreja do Senhor de Contrexéville em prol dos monges de Réanges.

### Época Moderna

#### Séculos XV e XVI
Foi uma época de prosperidade econômica, em que diversas igrejas foram ampliadas. A estação quase recebeu Michel de Montaigne, mas este acabou indo a Plombières-les-Bains.